# Багратіоні

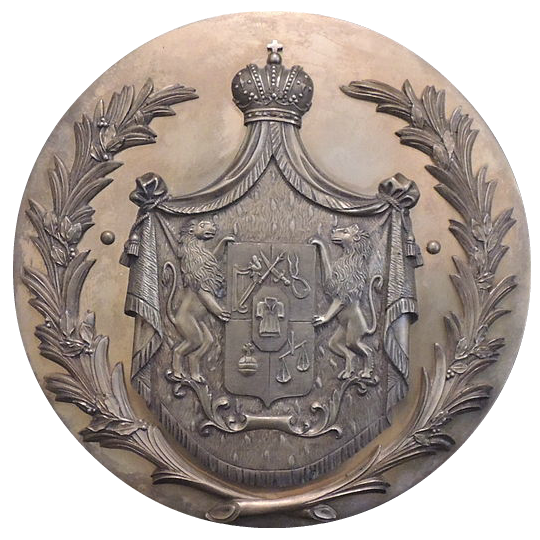
Герб Багратіоні

Багратіоні (груз. ბაგრატიონი) — грузинський царський рід, який керував Грузією з VI до кінця XIX ст. Надалі мали титул князів Російської імперії. Рід Багратіоні зберігся дотепер.

## Історія
За однією версією — перший предок (засновник) роду — Гуарам — прибув до сучасної Грузії на початку VI ст за правління царя Мірдата. Цар видав свою сестру заміж за Гуарама та надав тому звання ериставі (спадкового правителя) області Тао. Його син Баграт дав ім'я усій династії. Надалі онук Гуарама — Гуарам I — отримав від візантійського імператора Юстиніана I титул куропалата. Став першим, хто йменувався Багратіоні. Гуарам I отримав титул ериставт-ериставі області Картлі. Багратіоні підтримували союз з Візантією, від якої отримали титул проконсула. Молодшим Багратіоні надано титул мампалі — князі крові. У період арабського завоювання (VII—IX ст.) Багратіоні мали титул верховних князів Картлі.
Згідно з іншою версією першим Багратіоні, хто почав володарювати у Картлі, був Ашот Багратіоні (2-га половина VIII ст.). Зусилля Ашота та його нащадків були спрямовані на визволення території Кавказу від Арабського халіфату. У 888 році остаточне звільнення відбулося за правління Адаренсе III Куропалата, справу якого продовжив Давид III Багратіоні. Врешті-решт у 1008 році першим царем об'єднаної Грузії став цар Баграт III Багратіоні. Найбільшого розквіту середньовічна Грузія досягла при представниці династії Багратіоні — цариці Тамарі. Після її смерті починається занепад, боротьба всередині династії. Як наслідок, всередині XIII держава опинилася під владою Монгольської імперії Чингисідів. Тільки Георгій V Блискучий (1299—1302, 1314—1346) зміг звільнити країну від загарбників. З XVI ст. єдина Грузинська держава розпалася на декілька, де володарювали представники династії Багратіоні — Картлі й Кахетію, Імеретію, Менгрелію, Сванетію, Гурію. Їм доводилося протистояти Золотій орді, Османській імперії, Тамерлану, Персії часів Сефевідів та Каджарів. У 1783 році цар Іраклій II Багратіоні уклав Георгіївський трактат з Російською імперією, згідно з яким, встановлено над Картлі-Кахетинською державою протекторат.
12 вересня 1801 російський імператор Олександр I видав маніфест, яким приєднувалася Картлі й Кахетія до Росії. Протягом першої половини XIX ст. інші грузинські держави, де правили представники династії Багратіоні, були приєднані до Російської імперії. У 1840 році члени грузинської царської родини були насильно переселені до Росії. А у 1841 році отримали титул російських князів. Після цього представники династії вірно служили інтересам Російської імперії. Найвідоміший представник — генерал Петро Багратіон, який був правнуком царя Картлі й Кахетії Єсея (1714—1727).

## Багратіоні сьогодні
Наприкінці XIX ст. старша лінія роду Багратіони переривається — помирає останній прямий нащадок царя Вахтанга V Шахнаваза. З цього моменту головною лінією роду стають нащадки царевича Костянтина, брата Вахтанга, який отримав Мухранський наділ. Ця лінія зветься Багратіони-Мухранські. Сьогодні її представники живуть в Росії, Італії, Іспанії та Франції.